# Lypha orbitalis
Lypha orbitalis là một loài ruồi trong họ Tachinidae.